# Philophylla nigrescens
Philophylla nigrescens är en tvåvingeart som först beskrevs av Tokuichi Shiraki 1968.  Philophylla nigrescens ingår i släktet Philophylla och familjen borrflugor. Inga underarter finns listade i Catalogue of Life.